# Marcus Popillius Laenas (Konsul 173 v. Chr.)
Marcus Popillius Laenas war ein römischer Politiker der ersten Hälfte des 2. Jahrhunderts v. Chr.
Zusammen mit seinem Bruder Gaius war er einer der umstrittensten Politiker seiner Zeit. Sowohl bei der Prätur (176 v. Chr.) als auch beim Consulat (173 v. Chr.) ging er seinem Bruder um ein Jahr voraus. Im Jahre 159 v. Chr. wurde er Zensor; während seiner Amtszeit wurde sein Bruder ein zweites Mal zum Konsul gewählt (158 v. Chr.).
Vor seiner Prätur gehörte er 180 v. Chr. mit seinem Bruder einer Dreimännerkommission an, die eine Landschenkung der Stadt Pisae für die Gründung Latinischer Kolonien entgegennahm. Als Konsul erloste er als provincia Ligurien, wo er aus Ruhmsucht einen Krieg gegen den Stamm der Statellaten begann, den er unter großen Verlusten besiegen konnte. Trotz der Kapitulation des Stammes verkaufte er die Überlebenden in die Sklaverei und zerstörte die Stadt Carystus. Sein Verhalten wurde vom Senat auf das Schärfste verurteilt; die Aufforderung, sein Vorgehen rückgängig zu machen, ignorierte er. Die Auseinandersetzung überschattete auch das nächste Amtsjahr, in dem die Konsuln, sein Bruder Gaius und Publius Aelius Ligus, sich ebenfalls gegen den Senat stellten. Als Prokonsul griff er die Statellaten erneut an und tötete wieder viele von ihnen. Erst zu Beginn des Jahres 171 v. Chr. lenkte Laenas ein; einer Verurteilung entging er jedoch wegen seines geschickten Taktierens.
Seiner politischen Karriere schadete dies alles nicht: Im 3. Makedonischen Krieg fungierte er als Legat des Konsuls Quintus Marcius Philippus. Seine Karriere beschloss er mit der Zensur. Sein Todesdatum ist unbekannt. Sein gleichnamiger Sohn erreichte das Consulat 139 v. Chr.

## Quelle
- Titus Livius: Römische Geschichte. Buch 42,7-9 (Krieg gegen die Ligurer) und 21f. (Streit mit dem Senat).

| Personendaten    | Personendaten                                               |
| ---------------- | ----------------------------------------------------------- |
| NAME             | Popillius Laenas, Marcus                                    |
| ALTERNATIVNAMEN  | Laenas, Marcus Popillius                                    |
| KURZBESCHREIBUNG | römischer Politiker, Konsul 173 v. Chr., Zensor 159 v. Chr. |
| GEBURTSDATUM     | 3. Jahrhundert v. Chr.                                      |
| STERBEDATUM      | 2. Jahrhundert v. Chr.                                      |